# Mateusz Pilich
Mateusz Józef Pilich – polski prawnik, adwokat, doktor habilitowany nauk prawnych, profesor Uniwersytetu Warszawskiego, specjalista prawa międzynarodowego prywatnego, prawa cywilnego i prawa administracyjnego.

## Życiorys
W 1999 ukończył studia prawnicze na Wydziale Prawa i Administracji Uniwersytetu Warszawskiego. Na tym wydziale w 2005 na podstawie rozprawy pt. Zasady dobrej wiary w konwencji z 1980 r. o umowach międzynarodowej sprzedaży towarów napisanej pod kierunkiem prof. Jerzego Poczobuta otrzymał stopień naukowy doktora nauk prawnych w zakresie prawa, specjalności: prawo handlowe międzynarodowe, prawo międzynarodowe prywatne, zaś w 2015 na podstawie dorobku naukowego oraz rozprawy pt. Zasada obywatelstwa w prawie prywatnym międzynarodowym: zagadnienia podstawowe uzyskał stopień doktora habilitowanego nauk prawnych w dyscyplinie prawo, specjalność: prawo prywatne międzynarodowe. Objął stanowisko adiunkta na WPiA UW. Po uzyskaniu pozytywnej uchwały Senatu Uniwersytetu Warszawskiego, od grudnia 2021 r. zatrudniony na stanowisku profesora UW.
W 2005 został zatrudniony w Sądzie Najwyższym, m.in. jako członek Biura Studiów i Analiz SN. W 2009 wpisano go na listę adwokacką Warszawie. Jest arbitrem Sądu Arbitrażowego przy Konfederacji Lewiatan w Warszawie i członkiem Polskiego Stowarzyszenia Sądownictwa Polubownego
W 2017 jego rozprawa habilitacyjna  pt. Zasada obywatelstwa w prawie prywatnym międzynarodowym. Zagadnienia podstawowe uzyskała pierwszą nagrodę w LII Ogólnopolskim Konkursie „Państwa i Prawa” na najlepsze prace habilitacyjne i doktorskie z dziedziny nauk prawnych.
W 2018 w trakcie kryzysu wokół Sądu Najwyższego w Polsce zgłosił swoją kandydaturę na sędziego Izby Cywilnej Sądu Najwyższego, następnie ją wycofał. 

## Wybrane publikacje
- Judges and Representatives of the People: a Polish Perspective (2020)[6]
- Ustawa o systemie oświaty. Komentarz (2006, 2008, 2009, 2012, 2013, 2015)
- Zasada obywatelstwa w prawie prywatnym międzynarodowym. Zagadnienia podstawowe (2015)
- Dobra wiara w Konwencji o umowach międzynarodowej sprzedaży towarów (2006)[7]